# Köves Éva
Köves Éva (Moszkva, 1965. október 1.–) magyar festőművész.

## Életpályája
Szülei: Köves András és Bedő Éva. 1979-1983 között a Képző- és Iparművészeti Szakközépiskola diákja volt festő szakon. 1984-1988 között a Magyar Képzőművészeti Főiskola hallgatója volt szintén festő szakon. 1988-1989 között a Magyar Képzőművészeti Főiskola posztgraduális képzésén vett részt. 1993-ban Frankfurtban volt ösztöndíjas.

## Magánélete
1989-ben házasságot kötött Wéber Imrével. Két fiuk született; Mátyás (1990) és Ádám (1998).

## Kiállításai

### Egyéni
- 1990-1998, 2000 Budapest
- 1994 Szentendre
- 1996 Bonn
- 1997, 1999 Székesfehérvár
- 1998 Velence
- 2000 Stuttgart
- 2001 Pozsony
- 2002 London
- 2003 Helsinki
- 2004 Veszprém
- 2005 Berlin
- 2008 Moszkva

### Csoportos
- 1985 Pécs
- 1986, 1990-1998, 2002 Budapest
- 1988 Bécs, Eger
- 1989 Szeged
- 1996 Dunaújváros, New York, Székesfehérvár
- 1998 Pozsony

## Művei
- Budapesti árnyékok - Nyugati pályaudvar (1997)
- Párizsi árnyékok
- Római árnyékok
- Csendélet (2001, 2003)
- Mű-tárgyak I.-II. (2004)
- Berlin-Budapest-Moszkva

## Díjai, kitüntetései
- Derkovits Gyula képzőművészeti ösztöndíj (1989-1992)
- MAOE díja (1995)
- Smohay-díj (1996)
- Souvenir-díj (1996)
- Pollock-Krasner-ösztöndíj (1999)
- Pro cultura urbis (2000)
- Landys & Gyr-alapítványi ösztöndíj (2005, Berlin)
- Eötvös-ösztöndíj